# Dacs
Dacs (nom occità, en francès Dax) és un municipi francès, situat al departament de les Landes i a la regió de la Nova Aquitània. Capital del districte de Dacs, el 2014 tenia 20.485 habitants.

## Demografia
| Evolució de la població |       |       |       |       |       |       |       |       |
| 1793                    | 1800  | 1806  | 1821  | 1831  | 1836  | 1841  | 1846  | 1851  |
| 3 391                   | 3 398 | 3 179 | 4 948 | 4 716 | 4 776 | 5 842 | 5 615 | 5 805 |

| 1856  | 1861  | 1866  | 1872  | 1876   | 1881   | 1886   | 1891   | 1896   |
| ----- | ----- | ----- | ----- | ------ | ------ | ------ | ------ | ------ |
| 6 125 | 9 856 | 9 469 | 9 062 | 10 250 | 10 218 | 10 858 | 10 240 | 10 196 |

| 1901   | 1906   | 1911   | 1921   | 1926   | 1931   | 1936   | 1946   | 1954   |
| ------ | ------ | ------ | ------ | ------ | ------ | ------ | ------ | ------ |
| 10 329 | 11 210 | 11 387 | 11 047 | 12 385 | 12 663 | 13 056 | 14 113 | 14 557 |

| 1962   | 1968   | 1975   | 1982   | 1990   | 1999   | 2006 | 2011 | 2016 |
| ------ | ------ | ------ | ------ | ------ | ------ | ---- | ---- | ---- |
| 17 051 | 19 348 | 19 137 | 18 648 | 19 309 | 19 557 | -    | -    | -    |

| 2019 | - | - | - | - | - | - | - | - |
| ---- | - | - | - | - | - | - | - | - |
| -    | - | - | - | - | - | - | - | - |

## Administració
| Període   | Identitat              | Partit |
| --------- | ---------------------- | ------ |
| 1959-1977 | Max Moras              | RPR    |
| 1977-1995 | Yves Goussebaire-Dupin | UDF    |
| 1995-2008 | Jacques Forté          | UMP    |
| 2008-     | Gabriel Bellocq        | PS     |

## Persones il·lustres
- Laurent Fressinet (1981), Gran Mestre d'escacs

## Agermanaments
- Logronyo